# Otto Jørgensen
Otto Herlev Jørgensen, född 29 december 2000, är en dansk taekwondoutövare. 

## Karriär
I juni 2023 vid europeiska spelen i Kraków-Małopolska tog Jørgensen brons i 68 kg-klassen.